# Ancylorhynchus argyrogaster
Ancylorhynchus argyrogaster là một loài ruồi trong họ Asilidae. Ancylorhynchus argyrogaster được Séguy miêu tả năm 1932. Loài này phân bố ở vùng Cổ Bắc giới và châu Á.